# TAC Spitze
TAC Spitze (také Techniker Alpen Club Spitze) je hora ležící v jihozápadní části hřebene Griesmauer, v pohoří Hochschwab v Rakousku. Jedná se o masivní vápencový trojboký jehlan, jehož kolmé stěny slouží jako cvičný terén pro mladé rakouské horolezce.

## Přístup
Nejsnadnější přístup je od jihozápadu.
- Vhodný výchozí bod je silniční sedlo Prabichl (1256 m), kde se současně nachází také lyžařské středisko. Od parkoviště v sedle cesta č. 871 nejprve klesá k chatě Handlam Hütte a pokračuje po široké lesní silnici až do horní části doliny Handlgraben. Zde značená cesta nabírá na strmosti a v serpentinách překonává travnatý práh a dosahuje horské chaty Leobner Hütte (1582 m). Od chaty pokračuje stezka po travnatých loukách do sedla Hirscheggsattel (1699 m), kde začíná skalnatý hřeben Griesmauer. Po západním úbočí hřebene cesta dochází pod stěnu vrcholu. K vrcholovému kříži vede lehká zajištěná cesta.
- Druhá varianta výstupu od jihozápadu je výjezd lanovkou na vrchol Polster (1910 m, sjezdové tratě) a mírným klesáním po jeho hřebeni do sedla Hirscheggsattel. Dále stejně jako předchozí varianta.